# Krystyna Jakubowska
Krystyna Jakubowska, z domu Tabaka (ur. 15 grudnia 1942 w Warszawie) – polska siatkarka, dwukrotna brązowa medalistka olimpijska.
Absolwentka Technikum Budowlanego w Warszawie. Zawodniczka Drukarza i Legii i klubów włoskich. Grając w Legii Warszawa była trzykrotną wicemistrzynią Polski (1967–69) i trzykrotną brązową medalistką (1970–72.
W reprezentacji Polski w latach 1961–69 wystąpiła 169 razy. Dwukrotnie uczestniczyła w igrzyskach olimpijskich: w 1964 w Tokio i 1968 w Meksyku zdobywając dwukrotnie brązowy medal. Z reprezentacją zdobyła także brązowy medal mistrzostw świata (1962) oraz dwa srebrne medale mistrzostw Europy (1963, 1967).
W pamięci kibiców została zapamiętana jako niezwykle skoczna, lubiąca atakować zawodniczka. Przez trzydzieści lat łączyła sport z pracą (asystentka architekta-projektanta). Zasłużona Mistrzyni Sportu. Wdowa. Ma córkę (Olga). Mieszka w Warszawie.